# Jiří Kocourek
Jiří Kocourek (* 19. dubna 1948) je český psycholog a psychoanalytik.

## Život
Jiří Kocourek se narodil v Brně do rodiny s německými i židovskými předky. Zde vystudoval psychologii na filozofické fakultě tehdejší University Jana Evangelisty Purkyně. Ve druhé polovině šedesátých let na katedře psychologie působili významní učitelé Jaroslav Šabata, Robert Konečný, Stanislav Kratochvíl či Ivo Plaňava. nejvíce jej však ovlivnil Hugo Široký, který odstartoval jeho vztah k psychoanalýze.
Po absolutoriu v roce 1971 prodělal výcvik v psychoanalýze, která nebyla v dané době i s ohledem na postupující normalizaci oficiálně povolena. Jeho výcvikovým analytikem byl Dr. Otakar Kučera, zatímco supervize vedl Dr. Bohodar Dosužkov. Svou osobní odvahu projevil i podpisem Charty 77, což mu znemožnilo vědeckou a akademickou kariéru. Aby se vůbec nějak uživil, vzal místo telefonisty v žižkovské telefonní ústředně. V roce 1980 se Jiří Kocourek mohl vrátit ke své profesi psychologa a zároveň spolu se svými kolegy dál rozvíjet psychoanalýzu v tehdejším Československu. Aktivity této prakticky zakládající generace vedly na sklonku osmdesátých let k uznání tehdy ještě neoficiální České psychoanalytické společnosti Mezinárodní psychoanalytickou asociací a Jiří Kocourek se v roce 1991 stal jejím plnoprávným členem. V Praze 6 si po listopadové revoluci otevřel privátní praxi.
Změna poměrů mu též umožnila návrat do výuky na své „alma mater“ v Brně, kde získal titul Ph.D. a posléze i docenturu. Popularizuje a zpřístupňuje psychoanalýzu novým zájemcům o tuto vědu. Začátkem devadesátých let založil Institut aplikované psychoanalýzy, který od té doby vychoval celou řadu psychoanalytických psychoterapeutů. Dále založil Psychoanalytické nakladatelství, které svou produkcí po letech totality zaplnilo mezeru v dostupnosti nejen psychoanalytické, ale i další psychoterapeutické literatury. Publikoval několik monografických odborných prací a řadu odborných i populárně-naučných článků.
V Opočně každoročně pořádá psychoanalyticko-psychoterapeutická sympozia a v roce 2006 zde otevřel i psychoanalytickou kliniku.

## Dílo
- KOCOUREK, Jiří. Horizonty psychoanalýzy. Psychoanalytické nakl. J. Kocourek, Praha 1992
- KOCOUREK, JIŘÍ (1993). Problematika agresivity v psychoanalýze. Referát určený pro 1. psychoanalyticko-psychoterapeutické sympozium v září 1993 v Opočně - téma «Agresivita»
- KOCOUREK, Jiří. Psychoanalýza v poválečném Československu in Psychoanalýza v Čechách: Sborník ze semináře ke 140. výročí narození Sigmunda Freuda (ed. Martin Mahler), Praha 1997